# Ginny Purdy
Ginny Purdy (15 novembre 1966) è un'ex tennista statunitense.

## Carriera
All'età di sedici anni riesce a raggiungere a sorpresa la finale del torneo di casa a Indianapolis venendo sconfitta in tre set dalla britannica Anne Hobbs, il mese successivo riesce invece a conquistare il Pittsburgh Open dove era entrata in tabellone come lucky loser e grazie a questi risultati ha raggiunto la 40ª posizione mondiale in classifica.
Dalla stagione successiva ha iniziato a partecipare ai tornei del Grande Slam senza riuscire a ottenere risultati degni di nota.

## Statistiche

### Singolare

#### Vittorie (1)
| Numero | Anno | Torneo                      | Superficie | Avversaria in finale | Punteggio |
| 1.     | 1983 | Pittsburgh Open, Pittsburgh | Sintetico  | Cláudia Monteiro     | 6–2, 7–5  |

#### Finali perse (1)
| Numero | Anno | Torneo                                       | Superficie | Avversaria in finale | Punteggio     |
| 1.     | 1983 | Virginia Slims of Indianapolis, Indianapolis | Cemento    | Anne Hobbs           | 4–6, 7–6, 4–6 |